# Silver Creek (Belice)
Silver Creek es una ciudad del distrito de Toledo, en Belice. 
Fundada por colonos menonitas en 1969. En el último censo realizado en 2000, su población era de 1.326 habitantes. A mediados de 2005, la población estimada de la ciudad era de 1600 habitantes.
- Datos: Q15277801